# 興聯集團
興聯集團（英語：Great Harvest Group）是一間香港建築公司，成立於1989年。

## 事件
興聯集團旗下的「精進建築工程有限公司」（簡稱精進工程）和「精進建築有限公司」（英語：Aggressive Construction Co. Ltd.，簡稱精進建築）的地盤曾發生多宗工業意外。
2023年10月18日，發展局宣布因精進工程涉及多宗工業意外，拒絕其續牌申請，精進工程由11月16日起從一般承建商名冊除名，不能再進行任何建築工程。精進工程承建的5個私人住宅項目（飛揚、親海駅、Larchwood、東邊街1-9號及長實安達臣道項目）全由前同系卓越天工有限公司接手。

## 外部連結
- 興聯集團 （页面存档备份，存于）